# Jim Whitley
Jim Whitley, właśc. James Whitley (ur. 14 kwietnia 1975 w Ndoli) – urodzony w Zambii piłkarz, reprezentant Irlandii Północnej. Ostatnim jego klubem był Wrexham F.C., który opuścił z powodu kontuzji kolana, z jej powodu również zakończył karierę. Jim Whitley jest starszym bratem Jeffa.

## Reprezentacja
W reprezentacji Irlandii Północnej zagrał trzy mecze:
- 3 czerwca 1998 z Hiszpanią (tow., 1:4);
- 15 września 1998 z Turcją (eME, 0:3);
- 10 października 1999 z Finlandią (eME, 1:4)[4].

## Sukcesy
- 1998/1999 – awans do Division One (Manchester City);
- 2002/2003 – awans do Division Two (Wrexham);
- 2002/2003 -zwycięstwo w FAW Premier Cup (Wrexham)[4].